# Nelly Roussel
Nelly Roussel (ur. 5 stycznia 1878 w Paryżu, zm. 18 grudnia 1922 tamże) – francuska wolnomyślicielka, działaczka anarchistyczna oraz feministyczna. 

## Poglądy
Opowiedziała się za wprowadzeniem kontroli narodzin. Jako propagatorka antykoncepcji domagała się, by państwo zapewniło wychowanie seksualne młodym dziewczętom. Opowiadała się za możliwością aborcji na życzenie i twierdziła, że kobieta sama powinna decydować o tym, czy chce zostać matką czy nie.

## Dzieła
- Poprzez rewoltę (1903)
- Grzech Ewy (1913)
- Paroles de combat et d'espoir (1919)
- Ma forêt (1920)
- Trois conférences (1930, publikacja pośmiertna)
- Derniers combats (1932, publikacja pośmiertna)
- L'eternelle sacrifiée (1979, publikacja pośmiertna)